# کریستینا چیزو
کریستینا چیزو (به انگلیسی: Cristina Chiuso) (زادهٔ ۲۵ دسامبر ۱۹۷۳) شناگر اهل ایتالیا است.